# Busto (Puebla del Brollón)
Busto (llamada oficialmente O Busto) es una aldea española situada en la parroquia de Saá, del municipio de Puebla del Brollón, en la provincia de Lugo, Galicia.

## Geografía
Está situado al este del término municipal, en sus límites, a unos 1.100 metros de altitud en plena Sierra del Caurel. Una carretera sube desde la villa de Puebla del Brollón en dirección a Pousa, Penadexo y Pradelas, y después se convierte en un camino de unos 4 km que lleva a la aldea.

## Historia
Antiguamente se explotaba en la zona una mina de hierro. Cerca de la localidad están las montañas de Pena Redonda y el Pico de los Cuatro Caballeros, donde se reunían los habitantes de Incio, Samos, Folgoso de Caurel y Puebla del Brollón.

## Demografía
| Gráfica de evolución demográfica de Busto entre 2000 y 2020 |
|                                                             |
| Datos según el nomenclátor publicado por el INE.            |

## Patrimonio
- Molino de Lucas.

## Festividades
El patrón de la aldea es San Vitoiro, y cada año se celebra una romería el 27 de agosto en una capilla situada a varios kilómetros de la localidad. 